# جبل النور
جبل النور (کوه نور) کوهی در ۳ کیلومتری مکه است، که غار حرا در آن واقع شده‌است. براساس روایات قرآنی، در شب ۲۷ رجب سال ۴۰ عام‌الفیل، جبرئیل بر قلهٔ این کوه بر محمد بن عبدالله ظاهر شد.

## بابون‌های جبل النور
کوه نور زیستگاه گروه بزرگی از میمون‌ها، از نژاد بابون است؛ که از حجاج دزدی، و به خانه‌های اطراف این کوه و کودکان حمله می‌کنند. خبرگزاری فارس مسئولان عربستان سعودی را به آزادسازی میمون‌های تربیت‌شده در اطراف غار حرا متهم کرده‌است.

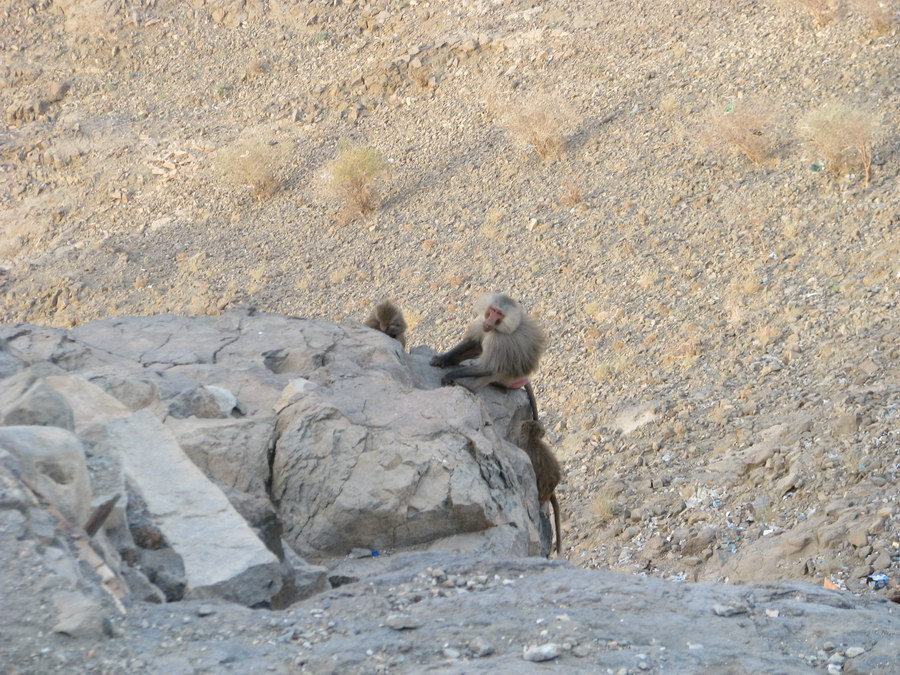
یازدهم رجب ۱۴۲۹، میمون‌های جبل النور در نزدیکی غار
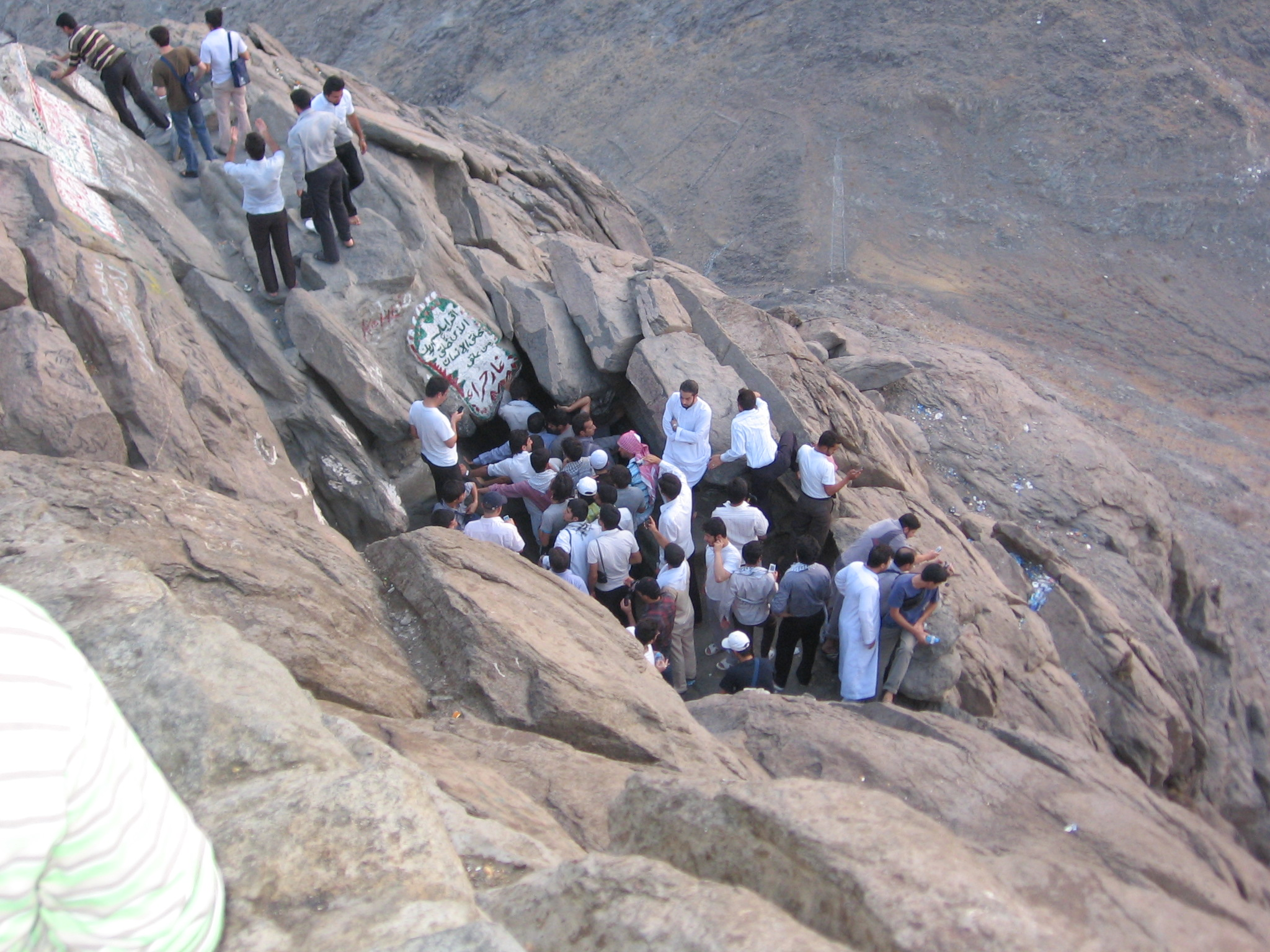
اول ذی‌الحجه ۱۴۲۴، یک قلاده میمون در زیر دهانهٔ غار حرا

## همچنین ببینید
- بقیع
- کوه احد
- مسجد قبا
- مسجد ذوقبلتین
- رمضان در اسلام
- زکات فطره
- روزه در اسلام
- افطار
- عید فطر
- فروع دین
- تعطیلات اسلامی
- روز عرفه
- رویداد مباهله
- فانوس رمضان
- معراج
- میلاد پیامبر
- نیمه شعبان
- چله روزه
- جمعة الوداع
- رمضان (ماه)
- رمضان در ایران
- آریایی
- شب احیا
- مجادله جنگ علیه اسلام
- ابن صوفی
- المجدی
- مکاشفه (مذهب)
- ابن عنبه
- صلوات
- کعبه
- کوه صفا و مروه
- سرزمین منا
- جبل الرحمه